# فضل‌الله اکبری
فضل‌الله اکبری (زاده: ۲ اردیبهشت ۱۳۰۰، گلپایگان - درگذشت: ۱۳ فروردین ۱۳۸۴، تهران) معاون اسبق آموزشی و پژوهشی وزارت علوم و آموزش عالی (از سال ۱۳۵۰)، عضو هیئت علمی و نخستین رئیس دانشکده علوم اداری و مدیریت بازرگانی دانشگاه تهران و نخستین دانشیار حسابداری و حسابرسی آن دانشگاه بود.

## زندگی‌نامه
فضل‌الله اکبری آموزش ابتدایی را در شهر گلپایگان و دوره دبیرستان را در اصفهان گذراند. همزمان با تحصیل در دوره دبیرستان به یادگیری علوم قدیمه نزد پدربزرگ مادریش حاج فخرالعلما پرداخت و پس از آن در اصفهان از حضور استادانی چون فضل‌الله همایی و برادر او استاد جلال همایی و آقای مبارکه‌ای بهره‌مند شد. وی حساب و ریاضی و حساب سیاق نقدی و جنسی را نزد پدربزرگ و پدر فرا گرفت. فضل‌الله اکبری بعد از دریافت دیپلم متوسطه، در دانشکده حقوق دانشگاه تهران به تحصیل پرداخت و مدرک کارشناسی خود را از این دانشکده گرفت. سپس در شرکت ملی نفت استخدام شد و همزمان با  حییم در تهیه فرهنگ لغات انگلیسی به فارسی همکاری داشت. پس از آن در مؤسسه علوم اداری و بازرگانی دانشکده حقوق دانشگاه تهران ادامه تحصیل داد و مدرک فوق لیسانس علوم اداری و بازرگانی را دریافت داشت. در پی آن با بهره‌مندی از بورس تحصیلی به آمریکا رفت و در دانشگاه کالیفرنیای جنوبی و دانشگاه استانفورد به تحصیل پرداخت و در رشته مدیریت بازرگانی با گرایش حسابداری دکترا دریافت کرد. بعد از دریافت مدرک دکترا به ایران بازگشت و در مؤسسه علوم اداری به تدریس پرداخت و در سال ۱۳۳۷ به عنوان اولین مدرس حسابداری با درجه دانشیاری به عضویت هیئت علمی دانشکده حقوق دانشگاه تهران پذیرفته شد.

فضل‌الله اکبری پس از تأسیس دانشکده علوم اداری و مدیریت بازرگانی دانشگاه تهران، به مدت ۸ سال رئیس این دانشکده بود. پس از سال ۱۳۵۰، به سمت معاون آموزشی و پژوهشی وزارت علوم و آموزش عالی برگزیده شد و همزمان به تدریس رشته حسابداری در دانشگاه‌ها و موسسات مختلف آموزش عالی به ویژه بانک ملی ایران پرداخت.
پس از انقلاب در اوایل سال ۱۳۵۸ در سمت استادی دانشگاه بازنشسته شد و از اوایل دهه ۱۳۶۰ با مرکز تحقیقات تخصصی حسابداری و حسابرسی سازمان حسابرسی همکاری کرد. کتاب و مقالا ت مختلفی که در این دوران توسط ایشان تألیف و تدوین و توسط سازمان حسابرسی منتشر شده‌است دستاورد این دوران پربار است.
فضل‌الله اکبری در اواخر دهه ۱۳۶۰ به آمریکا مسافرت کرد و به مدت دو سال با سمت استادی در دوره‌های فوق لیسانس دانشکده مدیریت بازرگانی دانشگاه استانفورد به تدریس پرداخت. پس از آن به انگلستان رفت و یک سال نیز در دانشکده مدیریت دولتی تدریس داشت.
او از میانه‌های دهه ۱۳۷۰ به ایران بازگشت و همچنان همکاری خود رادر زمینه تحقیق و تألیف با مرکز تحقیقات تخصصی حسابداری و حسابرسی سازمان حسابرسی ادامه داد. کتاب بررسی تحلیلی اکبری در سال ۱۳۸۱ به عنوان کتاب درخور تقدیر برگزیده و به وسیله وزیر فرهنگ و ارشاد اسلامی در مراسم هفته کتاب مورد تقدیر قرار گرفت.
سرانجام فضل‌الله اکبری در ۱۳ فروردین ۱۳۸۴ درگذشت و در بهشت زهرا به خاک سپرده شد.

## آثار
آثار و کتاب‌ها اکبری به شرح زیر است.

### کتاب‌ها
- حسابداری صنعتی، دانشگاه تهران، با تجدید چاپ به دفعات و توسط ناشران دیگر، ۱۳۳۸
- اصول حسابداری، دانشگاه تهران، با تجدید چاپ به دفعات، ۱۳۴۰
- تجزیه و تحلیل صورتهای مالی، سازمان حسابرسی، با پنج بار تجدید چاپ و تجدیدنظر، ۱۳۶۶
- حسابداری بازرگانی، دانشکده علوم اداری و مدیریت بازرگانی، ۱۳۵۴
- تهیه بودجه بازرگانی و صنعتی، انتشارات فروردین، ۱۳۶۵
- حسابداری استهلاک، سازمان حسابرسی، اولین چاپ ۱۳۷۱، چاپ هفتم، ۱۳۸۰
- فرهنگ اصطلاحات حسابداری (انگلیسی- فارسی)، سازمان حسابرسی، جلد اول، ۱۳۷۶
- بررسی تحلیلی یا استفاده از تجزیه و تحلیل صورتهای مالی در حسابرسی، سازمان حسابرسی، ۱۳۷۹